# Wydział Filologiczno-Pedagogiczny Uniwersytetu Radomskiego
Wydział Filologiczno-Pedagogiczny Uniwersytetu Radomskiego – jeden z ośmiu wydziałów Uniwersytetu Radomskiego, kształcący nauczycieli.

## Historia Wydziału
Wydział powstał 25 czerwca 2009 r. na mocy uchwały Senatu Politechniki Radomskiej im. Kazimierza Pułaskiego (ówczesna nazwa uczelni) jako Instytut Filologiczno-Pedagogiczny. Od roku akademickiego 2009/2010 w Instytucie zaoferowano dwa kierunki studiów I stopnia w systemie stacjonarnym i niestacjonarnym: filologia polska oraz filologia (dwie specjalności: filologia angielska i filologia germańska). Początkowo Instytut miał swoją siedzibę przy ulicy Malczewskiego 20A, w budynku ówczesnego Wydziału Nauczycielskiego (w tzw. Olimpie). W roku akademickim 2010/2011 Instytut przeniósł się do budynku Wydziału Ekonomicznego, przy ulicy Chrobrego 31. 1 marca 2012 r. Instytut, w ramach restrukturyzacji uczelni, został przekształcony w Wydział Filologiczno-Pedagogiczny. Równocześnie do Wydziału Filologiczno-Pedagogicznego zostały przeniesione, z również restrukturyzowanego Wydziału Nauczycielskiego, uprawnienia do prowadzenia studiów I stopnia na kierunku pedagogika. 7 lutego 2013 r. Senat Uczelni podjął decyzję w sprawie uzyskania uprawnień do prowadzenia studiów II stopnia na kierunku pedagogika oraz studiów I stopnia na kierunkach kulturoznawstwo europejskie (1 października 2015 roku kierunek został wygaszony) oraz praca socjalna. Kierunek Pedagogika-studia I i II stopnia decyzją Senatu Uczelni z dnia 13 czerwca został przekształcony w kierunek Pedagogika przedszkolna i wczesnoszkolna – studia jednolite magisterskie. 

## Kierunki kształcenia
Dostępne kierunki:
- Dziennikarstwo (studia I stopnia)
- Dziennikarstwo i nowe media (studia II stopnia)
- Filologia angielska (studia I i II stopnia)
- Filologia germańska (studia I stopnia)
- Lingwistyka stosowana (studia I stopnia)
- Pedagogika (studia I  i II stopnia)
- Pedagogika przedszkolna i wczesnoszkolna (studia jednolite magisterskie)
- Pedagogika specjalna (studia jednolite magisterskie)
- Praca socjalna (studia I stopnia)
- Psychologia (studia jednolite magisterskie)
- Wychowanie fizyczne (studia I stopnia)

## Władze Wydziału
W kadencji 2024–2028:
| Stanowisko | Imię i nazwisko        |
| --- | ---------------------- |
| Dziekan | dr hab. Anna Zamkowska |
| Prodziekan (kierunek: filologia, lingwistyka stosowana, dziennikarstwo, dziennikarstwo i nowe media, wychowanie fizyczne) | dr Agata Buda          |
| Prodziekan (kierunek: psychologia, pedagogika, pedagogika przedszkolna i wczesnoszkolna, praca socjalna)                  | dr Justyna Bojanowicz  |

## Struktura organizacyjna
- Katedra Kultury Fizycznej
- Katedra Kultury Polskiej i Mediów
- Katedra Neofilologii
- Katedra Pedagogiki
- Katedra Psychologii